# Rio Open 2018
Rio Open 2018 — тенісний турнір, що проходив на ґрунтових кортах у місті Ріо-де-Жанейро, Бразилія з 19 лютого. Належав до категорії ATP World Tour 500.

## Фінальна частина

### Одиночний розряд
Дієго Шварцман —  Фернандо Вердаско 6–2, 6–3

### Парний розряд
Давід Марреро /  Фернандо Вердаско —  Нікола Мектич /  Александер Пея 5–7, 7–5, [10–8]